# Tanasjön

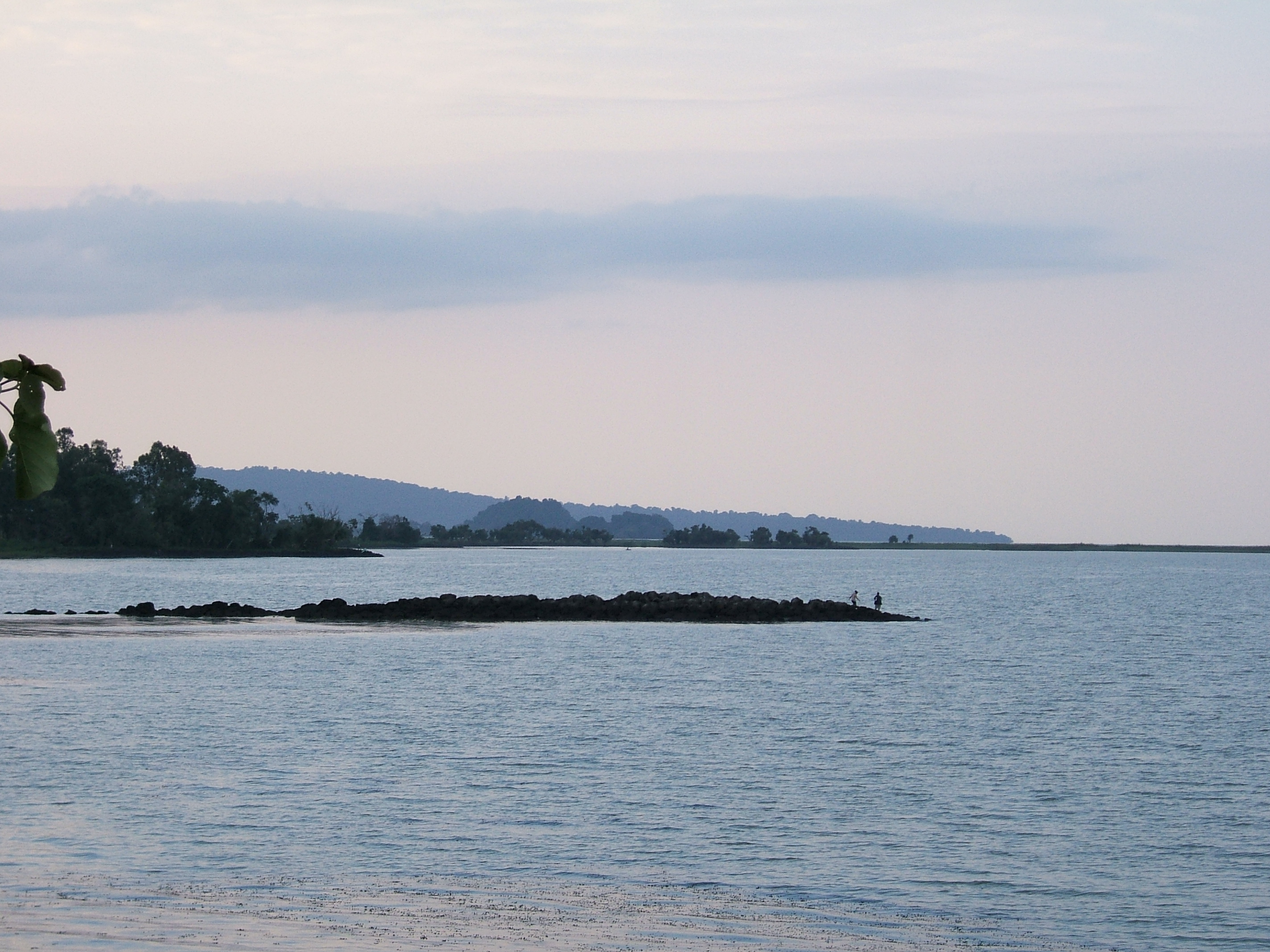
Tanasjön

Tanasjön, Tsana, Tana Hayk, är den största sjön i Etiopien. Sjön ligger i det etiopiska höglandet, på 1 830 meters höjd, och är källan till Blå Nilen, som vid utloppet ur sjön bildar ett 43 meter högt vattenfall. Tanasjön är 3 600 km² stor och den är 15 meter som djupast. Som längst är sjön 84 km och som bredast är den 66 km. Det finns ett flertal bebodda öar i sjön; den största är Nargadaga Desēt, som är 16 km² stor och som har ca 17 000 invånare. Sjön är fiskrik.